# Eftimie Murgu (Caraș-Severin)
Pour l’article homonyme, voir Eftimie Murgu.
Eftimie Murgu (en hongrois : Ógerlistye) est une commune roumaine située dans le județ de Caraș-Severin.